# Distancia relativa entre dos campos escalares
Inspirado en el error relativo entre dos cantidades, el operador {\displaystyle \Delta _{D}}, relaciona dos campos escalares no negativos, que han de ser integrables en el sentido de Riemann en un conjunto {\displaystyle D} que se supone abierto conexo. El operador {\displaystyle \Delta _{D}} permite evaluar el comportamiento de una aproximación analítica frente a una solución numérica que sean soluciones de una ecuación diferencial ordinaria. La principal ventaja de utilizar {\displaystyle \Delta _{D}} en lugar de otras distancias dadas en la literatura es que el valor dado por {\displaystyle \Delta _{D}} tiene una interpretación sencilla: un valor cercano a 0 significa relativamente cerca, pero un valor cercano a 1 significa muy lejano.
Definición: Sea {\displaystyle S(D)} el conjunto de los campos escalares no negativos, integrables en {\displaystyle {\mbox{D}}\subseteq {\mbox{R}}^{n}}, siendo {\displaystyle D} un conjunto abierto conexo. Si {\displaystyle f,g\in S(D)} se define
{\displaystyle \Delta _{D}(f,g)={\begin{cases}{\frac {\int _{D}\vert f{\vec {(}}x)-g{\vec {(}}x)\vert dV}{\int _{D}\vert f{\vec {(}}x)+g{\vec {(}}x)\vert dV}}&{\mbox{si f o g}}\neq 0\\0{\mbox{ si  f=g=0}}\end{cases}}}
siendo {\displaystyle {\vec {x}}=(x_{1},x_{2},...,x_{n}){\text{ y }}dV=dx_{1}\cdot dx_{2}\cdot ...\cdot dx_{n}} (1).
De la definición se deduce que
{\displaystyle \forall f\in S(D),f\neq 0\longrightarrow \Delta _{D}(f,0)=1} y
{\displaystyle \forall f\in S(D),f\neq 0\longrightarrow \Delta _{D}(f,f)=0}
A partir de la definición se pueden demostrar los siguientes teoremas
Teorema 1
{\displaystyle \forall f,g\in S(D)} se cumple que {\displaystyle 0\leqslant \Delta _{D}(f,g)\leqslant 1}
Teorema 2
{\displaystyle S(D)} con la distancia {\displaystyle \Delta _{D}(f,g)}  definida anteriormente en (1), es un Espacio métrico, es decir cumple las siguientes propiedades
1. {\displaystyle \Delta _{D}(f,g)\geq 0,\forall f,g\in S(D)}
2. {\displaystyle \Delta _{D}(f,g)=0,\forall f,g\in S(D)\longleftrightarrow f=g{\text{ en }}D}
3. {\displaystyle \Delta _{D}(f,g)=\Delta _{D}(g,f),\forall f,g\in S(D)}
4. {\displaystyle \Delta _{D}(f,g)\leqslant \Delta _{D}(f,h)+\Delta _{D}(g,h),\forall f,g,h\in S(D)}

Aplicación a la aproximación para una EDO
Consideremos una ecuación diferencial ordinaria dependiente de un parámetro {\displaystyle \epsilon },
{\displaystyle F\left(\epsilon ,x_{1},x_{2},,...,x_{n},y,{\frac {\partial y}{\partial x_{1}}},{\frac {\partial y}{\partial x_{2}}},....,{\frac {\partial y}{\partial x_{n}}},{\frac {\partial ^{2}y}{\partial x_{1}\partial x_{1}}},....{\frac {\partial ^{2}y}{\partial x_{1}\partial x_{n}}},...\right)=0} (1)
sujeta a las siguientes condiciones de contorno {\displaystyle y({\vec {x}}_{s})=y_{s},{\vec {x}}_{s}\in {\mbox{D}}}
Para cada valor de {\displaystyle \epsilon } podemos calcular una solución numérica, que dependerá de {\displaystyle {\vec {x}}} y de {\displaystyle \epsilon } y que vamos a llamar {\displaystyle y_{num}=y_{num}({\vec {x}},\epsilon )}.
Si la ecuación diferencial es regular, podemos obtener {\displaystyle y_{num}}  con cualquier precisión deseada. Por otra parte consideremos el desarrollo en serie de Taylor, de F, sobre el parámetro {\displaystyle \epsilon } en torno al punto {\displaystyle \epsilon _{0}}: 
{\displaystyle F_{n}=\sum _{i=0}^{n}{\frac {\partial y^{k}}{\partial x^{k}}}|_{\epsilon =\epsilon _{0}}{\frac {(\epsilon -\epsilon _{0})^{k}}{k!}}}
Sustituyendo {\displaystyle F{\text{ por }}F_{n}} en (1), se obtiene una ecuación diferencial ordinaria
{\displaystyle F_{n}\left(\epsilon ,x_{1},x_{2},,...,x_{n},y,{\frac {\partial y}{\partial x_{1}}},{\frac {\partial y}{\partial x_{2}}},....,{\frac {\partial y}{\partial x_{n}}},{\frac {\partial ^{2}y}{\partial x_{1}\partial x_{1}}},....{\frac {\partial ^{2}y}{\partial x_{1}\partial x_{n}}},...\right)=0} (2)
que debe ser similar a la original (1) para el parámetro {\displaystyle \epsilon } cercano a {\displaystyle \epsilon _{0}} Considerando las mismas condiciones de contorno, a veces, para ciertos órdenes de aproximación n en el desarrollo de Taylor, podemos resolver (2) exactamente {\displaystyle y_{n}=y_{n}({\vec {x}},\epsilon )}
La pregunta que surge es qué tan buena es el aproximación analítica {\displaystyle y_{n}} con respecto a la {\displaystyle y_{num}} solución numérica, en {\displaystyle D}, para un valor dado de {\displaystyle \epsilon }. Para este propósito, se puede utilizar la distancia definida en (1) de la siguiente manera
{\displaystyle \Delta _{n}(\epsilon )=\Delta _{D}(y_{num},y_{n})}
en donde hemos supuesto que {\displaystyle y_{num}{\text{ y }}y_{n}} son campos escalares no negativos, con el fin de poder aplicar (1). Nótese también que ahora podemos dibujar {\displaystyle \Delta _{n}(\epsilon )} para valores de {\displaystyle \epsilon } cercanos a {\displaystyle \epsilon _{0}} y evaluar la bondad de la aproximación analítica n-ésima {\displaystyle y_{n}} con respecto a la solución {\displaystyle y_{num}}